# Тецкани (Њамц)
Тецкани (рум. Tețcani) насеље је у Румунији у округу Њамц у општини Гераешти. Oпштина се налази на надморској висини од 236 m.

## Становништво
Према подацима из 2002. године у насељу је живело 910 становника, од којих су сви румунске националности.